# Allium jacquemontii
Allium jacquemontii — вид рослин з родини амарилісових (Amaryllidaceae); поширений у пн.-зх. Індії, Пакистані, сх. Афганістані, Таджикистані, пд. і зх. Тибеті, пд.-зх. Сіньцзяні (Китай).

## Опис
Цибулина поодинока, яйцювата, ≈ 1 см в діаметрі; оболонка від бузково-коричневої до коричнево-чорної. Листків 2(або 3), півциліндричні, 0.7–1.5 мм завширшки. Стеблина (15)25–40 см, струнка, циліндрична. Зонтик півсферичний, багатоквітковий. Оцвітина від блідо-червоної до блідо-пурпурної; сегменти з більш темною серединною жилкою, еліптично-ланцетні, 4.5–5 × 2–2.5 мм, верхівка гостра. Пиляки темно-фіолетового кольору.

## Поширення
Поширення: північно-західна Індія, Пакистан, східний Афганістан, Таджикистан, південний і західний Тибет, південно-західний Сіньцзян (Китай).
Населяє високі плато, гравійні місця.